# Super Bowl XXVIII
La Super Bowl XXVIII fue la 28ª edición del partido por el campeonato de fútbol americano de la National Football League y se disputó el 30 de enero de 1994 en el Georgia Dome de Atlanta, Georgia. Los Dallas Cowboys, campeones de la NFC (15–4) derrotaron a los Buffalo Bills, campeones de la AFC (14–5) con un marcador de 30–13, ganando su cuarta Super Bowl e igualando el palmarés de los Steelers y los 49ers. Fue la segunda ocasión seguida que los Cowboys y los Bills se enfrentaron por el campeonato y la segunda victoria de los Cowboys. Los Bills se convertirían en el único equipo de la NFL en disputar cuatro Super Bowls de forma consecutiva y perder los cuatro.
Dallas anotaría en ese partido 24 puntos sin respuesta en la segunda mitad y su running back Emmitt Smith sería nombrado MVP, con 30 carreras para 132 yardas y 2 touchdowns, recibiendo además 4 pases para 26 yardas. Smith se convirtió en el único jugador que hasta la fecha ha conseguido el MVP de la Superbowl, el MVP de la temporada regular y el récord de yardas en carrera en una misma temporada.

## Alineaciones titulares
| Dallas           | Posición   | Buffalo           |
| ---------------- | ---------- | ----------------- |
| Ofensiva         |            |                   |
| Alvin Harper     | WR         | Bill Brooks       |
| Mark Tuinei      | LT         | John Fina         |
| Nate Newton      | LG         | John Davis        |
| John Gesek       | C          | Kent Hull         |
| Kevin Gogan      | RG         | Glenn Parker      |
| Erik Williams    | RT         | Howard Ballard    |
| Jay Novacek      | TE         | Pete Metzelaars   |
| Michael Irvin    | WR         | Andre Reed        |
| Troy Aikman      | QB         | Jim Kelly         |
| Daryl Johnston   | FB/WR      | Don Beebe         |
| Emmitt Smith     | RB         | Thurman Thomas    |
| Defensiva        |            |                   |
| Tony Tolbert     | LE         | Phil Hansen       |
| Leon Lett        | LDT/NT     | Jeff Wright       |
| Tony Casillas    | RDT/RE     | Bruce Smith       |
| Charles Haley    | RE/LOLB    | Marvcus Patton    |
| Ken Norton, Jr.  | LOLB/LILB  | Mark Maddox       |
| Darren Woodson   | DB/RILB    | Cornelius Bennett |
| Darrin Smith     | ROLB       | Darryl Talley     |
| Larry Brown      | LCB        | Mickey Washington |
| Kevin Smith      | RCB        | Nate Odomes       |
| Thomas Everett   | SS         | Henry Jones       |
| James Washington | FS         | Mark Kelso        |
| Staff            |            |                   |
| Jimmy Johnson    | Entrenador | Marv Levy         |

- Jugador más valioso